# Michał Kalecki
Michał Kalecki (IPA: [ˈmixau̯ kaˈlɛt͡ski]) (Łódź, 22 giugno 1899 – Varsavia, 18 aprile 1970) è stato un economista polacco.
Tra i maggiori e più influenti teorici del pensiero economico del XX secolo, oltreché forse uno dei più originali ed eterodossi, i suoi pioneristici studi sui processi gestativi del ciclo economico, dello sviluppo e crescita economica e della piena occupazione, così come per le problematiche di funzione monetaria ed interconnessi processi inflazionari e per le dinamiche di distribuzione del reddito, hanno anticipato molte delle idee esposte nella Teoria generale dell'occupazione, dell'interesse e della moneta di John Maynard Keynes.
Tra i primi ricercatori di macroeconomia ad adottare rigorosamente modelli matematici ed apparati statistici nella risoluzione di quesiti economici, Kalecki elaborò un particolare e complesso teorema economico basato sull'integrazione delle teorie socio-economiche marxiste e gli allora inediti studi sui mercati oligopolistici, esercitando di conseguenza una profondissima influenza sul successivo sviluppo delle prospettive teoriche neo-marxiste (basti pensare a Paul A. Baran e Paul Sweezy, per esempio) e post-keynesiane (in particolar modo, figure quali Joan Robinson, Nicholas Kaldor e Richard M. Goodwin).

## Famiglia, studi e lavoro
Nato a Łódź, nell'allora Regno di Polonia, da una famiglia ebraica, dal 1917 al 1923 ha studiato ingegneria al Politecnico di Varsavia, per poi continuare gli studi, dopo tre anni di servizio militare, al politecnico di Danzica.  Tre anni più tardi suo padre perse il lavoro ed egli dovette abbandonare gli studi senza aver conseguito un diploma.
A partire dal 1929 lavorò come collaboratore dell'Istituto di congiuntura e ricerca sui prezzi di Varsavia. Poi, grazie ad una borsa Rockefeller, nel 1936 poté recarsi a Stoccolma, Londra e Cambridge. Durante la seconda guerra mondiale fu collaboratore dell'Istituto di statistica di Oxford. Dopo la guerra lavorò per le Nazioni unite a New York. Lasciò gli Stati Uniti nel 1955, in seguito al Maccartismo allora imperante.

## La ricerca economica
Il suo lavoro ha riguardato principalmente la macroeconomia, in particolare il ciclo economico, la distribuzione del reddito e la matematica applicata alle analisi dinamiche dell'economia. Secondo John Kenneth Galbraith, va considerato, insieme a Oskar Lange, uno dei due principali economisti socialisti del primo dopoguerra. I punti di convergenza tra Kalecki e Keynes sono numerosi a partire dall'analisi delle classi sociali e dalla separazione delle decisioni di risparmio ed investimento, fino alla presa di coscienza di molte caratteristiche proprie di una economia monetaria, come quella per cui i lavoratori sono remunerati in termini monetari e non in termini reali.

### La piena occupazione
Come Keynes anche Kalecki sostiene che si possa raggiungere e mantenere la piena occupazione mediante l'intervento dello Stato sulla domanda aggregata.
Kalecki distingue tre metodi:
- per mezzo di spese statali in investimenti pubblici (cioè scuole, ospedali autostrade, ecc.) o per sussidi a consumi di massa (assegni familiari, pensioni, riduzione della imposizione indiretta, sussidi per mantenere bassi i prezzi dei beni di prima necessità), finanziate col debito pubblico. Kalecki chiama questo primo metodo spesa in deficit;
- stimolando gli investimenti privati (ad esempio tramite una riduzione del tasso d'interesse o diminuendo l'imposta sul reddito);
- per mezzo della redistribuzione del reddito dalle classi agiate a quelle meno agiate che hanno una maggiore propensione al consumo.

Il secondo metodo non è però ritenuto soddisfacente in quanto, al contrario degli altri due che agiscono direttamente sulla domanda effettiva, dipende dalla reazione degli imprenditori che potrebbe non esserci a causa del pessimismo e della poca fiducia.
Per Kalecki il deficit di bilancio può essere finanziato con il collocamento di titoli di Stato, in questo caso potrebbe verificarsi un aumento del tasso d'interesse, o per evitare tale aumento, direttamente espandendo la base liquida. L'interesse sul debito non può rappresentare comunque un peso per la società in quanto costituisce un mero trasferimento interno all'economia. Il deficit di bilancio finisce in sostanza per finanziare se stesso: il suo aumento causa un tale rialzo dei redditi e tali cambiamenti nella loro distribuzione da fare accumulare risparmi sufficienti a finanziarlo.
Il risparmio risulta essere sempre uguale alla somma del deficit di bilancio e degli investimenti privati. Quindi anche in caso di assenza di consumi e investimenti privati, un aumento del deficit creerà un aumento nel risparmio.
Con il terzo metodo la spesa pubblica in sussidi o investimenti viene invece finanziata dal gettito proveniente dall'aumento dell'imposta sul reddito ma avrà effetti minori sulla domanda aggregata in quanto diminuiranno i consumi e gli investimenti di chi è colpito direttamente da tale imposta. Per raggiungere la piena occupazione potrebbe essere necessaria un'ulteriore espansione della spesa pubblica.
Per Kalecki la suddivisione della spesa pubblica fra investimenti pubblici e sussidi al consumo deve essere basata sul principio delle priorità sociali.
Per evitare eccessive spinte inflazionistiche, inoltre, è necessario che il governo non porti la sua spesa in deficit oltre la soglia della piena utilizzazione del lavoro e delle attrezzature, in modo che l'aumento della domanda effettiva non crei carenza di manodopera ed attrezzature.
Kalecki quindi, pur riconoscendo la possibilità di ottenere il pieno impiego, suggerisce come nella realtà esistano forti opposizioni di ordine politico ad esso.
Produzione e occupazione più elevate difatti generano benefici non solo per i lavoratori ma anche per gli imprenditori poiché i loro profitti aumentano. Kalecki si chiede quale siano allora le ragioni dell'opposizione dei grandi industriali e degli uomini di affari al pieno impiego ottenuto con la spesa del Governo.
In un sistema di laissez-faire, argomenta Kalecki, il livello dell'occupazione dipende dal cosiddetto "stato della fiducia"; se esso si deteriora gli investimenti privati diminuiscono provocando una caduta sia della produzione che dell'occupazione. Ciò dà un enorme potere ai capitalisti, che possono così condizionare fortemente l'operato del governo, che è quindi soggetto nel proprio operato, in un tale sistema di laissez-faire, all'opinione dei "mercati". Il governo può allora decidere di incrementare l'occupazione con i suoi stessi acquisti; a questo punto diventa necessario che "culturalmente" i deficit di bilancio siano considerati pericolosi. La cosiddetta dottrina della "finanza statale solida" ha proprio la funzione di rendere il livello dell'occupazione dipendente dallo "stato della fiducia" dei mercati, in sostanza dai capitalisti.
Altro argomento contrario all'intervento statale in campo economico è il fatto che gli imprenditori desiderano che gli investimenti pubblici non avvengano in concorrenza con le imprese private, sottraendo loro spazi per gli investimenti profittevoli. Inoltre c'è sempre il pericolo che i governi nazionalizzino le public utilities.
Anche i sussidi al consumo sono avversati dai capitalisti: non rispettano l'etica capitalista che predica di guadagnarsi il pane con il proprio sudore ("a meno che non capiti che tu sia ricco"). Inoltre il mantenimento del pieno impiego provocherebbe cambiamenti sociali e politici che rifletterebbero l'accresciuto potere dei lavoratori, altresì il licenziamento non sarebbe più una misura disciplinare.
Disciplina nelle fabbriche e potere sulle scelte politiche, conclude Kalecki, nell'ottica capitalista sono preferibili rispetto ad un aumento dei profitti.
Kalecki infine ipotizza che in futuro gli investimenti pubblici saranno usati come estremo rimedio per evitare una disoccupazione di massa, ma incontreranno sempre l'opposizione dei "leader dell'economia" (capitalisti e loro esperti), ma anche quella di piccoli e grandi rentier. Questi ultimi si sentirebbero danneggiati dall'aumento del livello dei prezzi che l'espansione economica porta con sé. È probabile, sostiene Kalecki, che tutte queste forze, coadiuvate anche da più di un economista, creino un blocco sociale tale da influenzare la politica del Governo che attuerebbe così misure di bilancio restrittive. Ciò porterebbe ad una recessione facendo di nuovo tornare in auge le politiche di spesa pubblica.

### L'equazione del profitto
Un importante contributo dell'economista polacco è rappresentato dalle sue analisi sulla determinazione dei profitti a livello aggregato.
Nel modello semplificato, elaborato da Kalecki, le ipotesi sono le seguenti:
- L'economia è divisa in due gruppi: lavoratori e capitalisti
- I lavoratori consumano tutto il loro salario.
- L'economia è chiusa.

Kalecki introduce poi la seguente identità di contabilità  nazionale:
{\displaystyle \textstyle P+W=C_{W}+C_{P}+I\,\ }
dove {\displaystyle P\,\ } sono i profitti lordi, {\displaystyle W\,\ } sono i salari, {\displaystyle C_{P}\,\ } sono i consumi dei capitalisti, {\displaystyle C_{W}\,\ } sono i consumi dei lavoratori e {\displaystyle I\,\ } sono gli investimenti lordi. Poiché si è ipotizzato che i lavoratori non risparmino, cioè {\displaystyle W=C_{W}\,\ } , si può scrivere:
{\displaystyle \textstyle P=C_{P}+I}
Nell'equazione i profitti sono uguali alla somma degli investimenti e dei consumi dei capitalisti.
Per Kalecki sono le decisioni di consumo e di investimento dei capitalisti a generare i profitti e non il contrario. Infatti, ragiona Kalecki, i capitalisti possono decidere di consumare e di investire di più rispetto al periodo precedente, ma non possono certo decidere di guadagnare di più.
Portando i consumi dei capitalisti nella parte sinistra si ottiene:
{\displaystyle \textstyle S=I\,\ }
S sono i risparmi dei capitalisti (profitti – consumi) e sono uguali agli investimenti. Il nesso di causalità e sempre lo stesso: sono cioè gli investimenti che generano i risparmi. Gli investimenti, per così dire, si finanziano da soli.
Nel modello non semplificato, invece, l'economia è aperta, sono presenti cioè lo Stato e il settore estero, e i lavoratori risparmiano una parte del loro salario. 
La formula che si ottiene alla fine è la seguente:
{\displaystyle \textstyle P_{N}=C_{P}+I+D_{g}+E_{e}-S_{w}\,\ }
I profitti netti (al netto delle imposte) sono la somma del consumo dei capitalisti, degli investimenti lordi, del deficit pubblico (spesa pubblica – gettito fiscale), delle esportazioni nette (esportazioni – importazioni) meno i risparmi dei lavoratori.
I profitti dei capitalisti aumentano quindi all'aumentare dei propri consumi, degli investimenti altresì se aumentano deficit pubblico ed esportazioni nette. Diminuiscono se invece i lavoratori incrementano il risparmio.

## Opere principali
- Aspetti politici del pieno impiego (1943), su gondrano.blogspot.it, Appunti di Giorgio D.M. - https://gondrano.blogspot.it/. URL consultato il 29 novembre 2014.
- Theory of Economic Dynamics, New York, Rinehart, 1954. Traduzione italiana:  Teoria della dinamica economica. Saggio sulle variazioni cicliche e di lungo periodo nell'economia capitalistica, Torino, Boringhieri, 1957.
- Teoria dello sviluppo di una economia socialista, Roma, Editori Riuniti, 1967  [1963].
- Osservazioni sulla "riforma cruciale" (1971), su gondrano.blogspot.it, Appunti di Giorgio D.M. - https://gondrano.blogspot.it/. URL consultato il 29 novembre 2014.